# Понселе (лунный кратер)
Кратер Понселе (лат. Poncelet) — крупный древний ударный кратер в северной приполярной области видимой стороны Луны. Название присвоено в честь французского математика, механика и инженера Жана-Виктора Понселе (1788—1867) и утверждено Международным астрономическим союзом в 1964 г. Образование кратера относится к донектарскому периоду.

## Описание кратера
Ближайшими соседями кратера являются кратер Паскаль на западе-юго-западе; кратер Муше на северо-востоке и кратер Анаксимен на юго-востоке. Селенографические координаты центра кратера 75°55′ с. ш. 54°34′ з. д. / 75,91° с. ш. 54,57° з. д., диаметр 67,6 км, глубина 1180 м.
Кратер Понселе имеет циркулярную форму и затоплен лавой над поверхностью которой поднимается лишь вершина вала. Вал сглажен, в юго-западной части вала имеется небольшой разрыв, в северо-восточной - широкий разрыв. Южная часть вала перекрыта необычным кратером с выпуклым дном чаши рассеченным бороздой. Дно чаши отмечено множеством мелких кратеров, западнее центра чаши расположен сателлитный кратер Понселе H.

## Сателлитные кратеры
| Понселе | Координаты                                            | Диаметр, км |
| ------- | ----------------------------------------------------- | ----------- |
| A       | 79°35′ с. ш. 75°35′ з. д. / 79,58° с. ш. 75,58° з. д. | 31,0        |
| B       | 78°21′ с. ш. 63°34′ з. д. / 78,35° с. ш. 63,56° з. д. | 15,0        |
| C       | 77°34′ с. ш. 74°30′ з. д. / 77,56° с. ш. 74,5° з. д.  | 68,0        |
| D       | 77°46′ с. ш. 70°50′ з. д. / 77,77° с. ш. 70,83° з. д. | 22,8        |
| H       | 75°49′ с. ш. 55°42′ з. д. / 75,82° с. ш. 55,7° з. д.  | 7,0         |
| P       | 80°41′ с. ш. 61°45′ з. д. / 80,68° с. ш. 61,75° з. д. | 16,1        |
| Q       | 79°56′ с. ш. 60°35′ з. д. / 79,93° с. ш. 60,58° з. д. | 14,0        |
| R       | 79°20′ с. ш. 58°05′ з. д. / 79,33° с. ш. 58,09° з. д. | 9,5         |
| S       | 78°43′ с. ш. 56°58′ з. д. / 78,72° с. ш. 56,96° з. д. | 10,1        |

- Образование сателлитного кратера Понселе A относится к нектарскому периоду[1].
- Образование сателлитного кратера Понселе C относится к донектарскому периоду[1].

## См.также
- Список кратеров на Луне
- Лунный кратер
- Морфологический каталог кратеров Луны
- Планетная номенклатура
- Селенография
- Минералогия Луны
- Геология Луны
- Поздняя тяжёлая бомбардировка